# Ángel Navarro Romero
Ángel Navarro Romero, conocido como el Titó (Sabadell, 23 de septiembre de 1977), es un Mc y productor de Sabadell (Barcelona), componente del grupo Falsalarma y hermano de El Santo (David Navarro Romero, MC).

## Biografía
Al igual que su hermano El Santo empezó a interesarse por el Hip-hop por el 1989 mientras practicaban skate.
Poco después se obsesionó por el grafiti, pero todo cambió a principio de los noventa, cuando empezaron a aparecer las primeras maquetas en España. Allí descubrió que era su verdadera vocación.
Se dieron a conocer en la escena nacional gracias a una colaboración en el tercer LP de Frank T "Frankattack", con el tema "Rap serio". Anteriormente ya habían grabado una maqueta de manera totalmente independiente titulada "La Revolución del sonido".
En 2004, Titó y El Santo  sacaron dos maxis por separado. Se trataba de un proyecto aparte, ya que no son adelantos de su siguiente disco. De estos maxis cabe destacar la canción "Mis palabras al cielo" del maxi de Titó por estar dedicada a su madre, enferma de cáncer.
También elaboraron un póster/calendario en el que participan varios artistas de la escena hip hop española para recaudar dinero y donarlo a la Asociación Española Contra el Cáncer (AECC).
En septiembre del año 2006, Titó se aventura en un sacar al mercado un nuevo proyecto, muy innovador por el formato que ofrece. "Barna Files" será la mixtape producida musicalmente por el mc donde nombres tan importantes de la escena del hip hop patrio se darán cita en el formato realizado; caras nuevas como Seísmo, Ferran MDE y Ephrén (los tres, participantes de la Red Bull Batalla de los Gallos en 2005, y los dos últimos repetirían en 2006) demostrarán bajos las instrumentales de Titó todo el potencial que esconden, hasta llegar a "aventajados" como Juan Profundo, Tremendo (MC), Ose, Demo o Payo Malo, llevando considerables años en la cultura y siguiendo demostrando quienes son. El proyecto vela bajo la compañía "Falsalarma Records".

## Discografía

### Con Falsalarma
- "La revolución del sonido" (Maketa) (1997)
- "No hay quien nos pare" (Maxi) (Avoid, 2000)
- "La misiva" (LP) (Avoid, 2002)
- "Alquimia" (LP) (BoaCor, 2005)
- "BSO Need for Speed: Most Wanted" (Maxi) (2005)
- "Alquimia Tour 2005" (DVD) (BoaCor, 2006)
- "Mar de dudas" (Maxi) (BoaCor, 2007)
- "Ley de vida" (LP) (Falsalarma Records, 2008)
- "Dramática" (LP) (Falsalarma Records, 2011)
- "La Memoria De Mis Pasos" (LP) (BoaCor, 2018)
- "Oro y Arena" (LP) (BoaCor, 2019)

### En solitario
- "Valeroso espíritu" (Maxi) (BoaCor, 2004)
- "Barna/Ok" (Maxi) (Falsalarma Records, 2006)
- "Titó presenta... Barna Files Vol.1" (LP) (Falsalarma Records, 2006)
- "'HONDO'" (LP) (REAL G´S, 2020)

## Colaboraciones

### En Solitario
- Nach Scratch "El club de los olvidados" (Poesía difusa, 2003)
- Jefe de la M "Recuerdos" (Entra el dragón, 2003)
- Sondkalle "Niños robar" (Niños robar, 2004)
- Dj Yulian "Shock! (con El Santo (MC), Tote King, Artes 1/29, Nach, Jompy, Isaac (MC) y Zenit (MC))" (Shock!, 2004)
- Dj Yulian "Nada cambia (con El Santo (MC))" (Shock!, 2004)
- Demo "Anorexia (con Úrsula (MC))" (Te Doy Mi Palabra, 2005)
- ToteKing "Hace tiempo que...(con Quiroga (MC))" (T.O.T.E., 2008)
- Passport "Vamos al graff(con Eskaner) El Titiritero De Arraval
- SFDK "Lions(con Zatu (MC))" (Lista de Invitados, 2011)
- Alcolirykoz "Síntomas de Popeye (con DJ Skizz)" (Aranjuez, 2021)

### ConFalsalarma
- Frank T "Rap serio" (Frankattack, 1999)
- El Disop "Rap star" (Luces y sombras, 2003)
- La Konexión "Le mode me pousse" (Destilando stylo, 2003)
- ToteKing "Espíritu" (Música para enfermos, 2004)
- Quiroga "No hay problema" (Historias de Q, 2006)
- Zénit "Progreso al pasado" (Nadir, 2010)
- El Chojin (Lírico, El Santo (MC), El Langui, Kase.O , Nach, Ose, Hate, Gitano Antón, Xhelazz y Titó) - "Rap Vs Racismo" (El Ataque de los que Observan, 2011)
- SFDK (Acción Sánchez, Zatu, titó y santo) " alma ligera" 2021